# وزارة أرشد العمري الأولى
وزارة أرشد العمري الأولى هي الحكومة العراقية السادسة والثلاثون، خلفت هذه الوزارة وزارة توفيق السويدي الثانية. تشكلت الوزارة في 1 حزيران 1946، واستمرت إلى 14 تشرين الثاني 1946، وتشكلت بعدها وزارة نوري السعيد التاسعة.

## التشكيلة الوزارية
تكونت الوزارة من الوزراء أدناه:
- رئيس الوزراء: أرشد العمري
- وزير الدفاع: سعيد حقي
- وزير الخارجية: محمد فاضل الجمالي
- وزير الداخلية: عبد الله القصاب، استقال في آب 1946 بسبب حادثة كاورباغي، فشغل المنصب أرشد العمري
- وزير المالية: يوسف غنيمة، وكذلك وزير التموين حتى آب 1946
- وزير التموين: يوسف غنيمة ثم عبد الإله حافظ الذي استلم المنصب في 26 آب 1946
- وزير العدلية: محمد حسن عبد القادر كبة
- وزير الأشغال والمواصلات: عبد الهادي الجلبي
- وزير المعارف: نوري القاضي
- وزير الاقتصاد: بابا علي الشيخ محمود
- وزير الشؤون الاجتماعية: عبد الهادي الباجه جي

قدمت وزارة أرشد العمري استقالتها في 16 تشرين الأول 1946 بسبب حادثة كاورباغي.